# Programa Especial
O Programa Especial, da TV Brasil (antiga TVE), é um programa orientado para pessoas com qualquer tipo de deficiência, seja ela física, intelectual ou sensorial, indo ao ar com legendas (visíveis inclusive em aparelhos sem closed caption) e audiodescrição (usado inclusive em emissoras de sinal analógico), eventualmente com um intérprete de LIBRAS no canto da tela.
O Programa é apresentado por Juliana Oliveira, que é cadeirante, e conta com as reportagens de Fernanda Honorato (primeira repórter com síndrome de Down do mundo).
Vai ao ar nas sextas-feiras às 19h30 e aos sábados 15h.